# 譚道良
譚道良（英語： Dorian Tan，1947年12月22日—），香港演員，在香港以洪拳為主流的中國武術電影裡，於1970年代譚惟另闢蹊徑，創立壁虎功，迅速攀牆至頂再伺機飛躍反撲，令觀眾大開眼界且一新耳目，也擅長跆拳道；代表作是《潮州怒漢》系列。

## 生平
1947年出生於韩国釜山，韓國華僑，20歲起任韓國警察，韓國大統領貼身保鑣，為連續3年韓國跆拳道博擊比賽冠軍。李小龍外號李三腳，譚道良則有連續七腿的絕技，跆拳道7段教練。譚在電影中擔任主角時，成龍及洪金寶仍然是配角；譚在武術電影當紅時戲約不停，曾創在片場27天沒睡覺紀錄。
2003年，周星馳拍攝《功夫》，原本反派主角火雲邪神屬意由譚道良飾演；譚因為練功受傷療養，才另找梁小龍飾演。於1988年息影，到美國洛杉磯市教授武術，並且從事醫療器材生意。
2006年5月，譚與同為武打影視明星的25歲兒子譚安業在香港九龍尖沙咀大樓地下室土耳其餐廳，因為帳單糾紛加上有酒意，毆打五人，後遭餐廳十名員工以疊羅漢的方式制服譚，結果鬧上新聞版面；加拿大籍女舖東Tammy如此形容：「比功夫電影還精彩！」。

## 名言
- 「最厲害的招式也就是最簡單的招式。」

## 電影

### 演員
- 1972年 潮州怒漢  (片中女主角林鳳嬌因此片走紅)
- 1974年 賊公計
- 1974年 珠江大風暴
- 1976年 南拳北腿活閻王
- 1976年 十三太保李存孝
- 1976年 火燒紅蓮寺
- 1976年 少林門 導演: 吳宇森
- 1976年 密宗聖手
- 1976年 鬼吼段魂刀
- 1976年 旋風方世玉
- 1976年 日落紫禁城
- 1977年 決戰太陽塔
- 1977年 太極八蛟
- 1977年 猛龍壁虎小拳王
- 1977年 方世玉大破梅花樁
- 1977年 雍正命喪少林門
- 1977年 千刀萬里追 (武俠3D電影)
- 1977年 烈日狂風野火
- 1978年 鱷魚頭黑煞星
- 1978年 天地雙腿
- 1978年 胡惠乾怒打機房
- 1978年 蛇鶴丹心震九州
- 1978年 冷刀染紅英雄血
- 1979年 成功嶺上
- 1979年 血肉磨坊
- 1979年 神拳霸腿追魂手
- 1979年 一代英豪
- 1980年 金劍
- 1980年 八絕
- 1980年 少林英雄
- 1980年 風流殘劍血無痕
- 1980年 南北腿王
- 1981年 功夫皇帝
- 1981年 苦海女神龍
- 1981年 被判死刑
- 1981年 二等兵續集
- 1981年 二等兵
- 1982年 一線兩星大進擊
- 1982年 血戰大二膽
- 1982年 小刀會
- 1983年 四狼
- 1985年 血染風采
- 1987年 野戰忍者

### 武術指導
- 1974年 珠江大風暴

### 編劇
- 1985年 血染風采

### 出品人
- 1977年 決閉太陽塔